# Out to Win (peça)
Out to Win é uma peça de melodramático britânico de 1921, escrita por Roland Pertwee e Dion Clayton Calthrop. Ela retrata dois impérios empresariais rivais competindo por uma concessão de química em um país estrangeiro e que recorrem à violência para atingir seus objetivos.

## Adaptação
Em 1923, a peça foi adaptada em um filme mudo, Out to Win, dirigido por Denison Clift e estrelado por Catherine Calvert e Clive Brook.